# Pierre Blanchar
Pierre Blanchar, född 30 juni 1892, död 21 november 1963, var en fransk filmskådespelare.
Efter att ha misslyckats som affärsman gick Blanchar till sjöss, sårades svårt under första världskriget och blev slutligen antagen som elev vid en teater. Efter flera års småroller slog han igenom på scenen i en dramatisering av Fjodor Dostojevskijs Idioten och gjorde därefter en rad karaktärsroller där hans lite fräna spelstil kom till sin rätt. Bland hans roller märks advokaten i Den skyldige, officeren i Spader dam, den förfallne läkaren i Drömmarnas vals och studenten i Brott och straff. Under andra världskrigets senare år var Blanchar en av de ledande inom franska motståndsrörelsens filmsektion.

## Filmografi
- 1932 – Atlantis
- 1946 – Symphonie pastorale
- 1961 – Svarta monokeln